# Різун Володимир Володимирович
Володи́мир Володи́мирович Різу́н (*12 лютого 1957, с. Бахмач Чернігівської області) — український учений у галузі редагування, соціальних і масових комунікацій, журналістикознавства. Доктор філологічних наук, професор. Директор Навчально-наукового інституту журналістики Київського національного університету імені Тараса Шевченка з 5 січня 2000 року по 31 грудня 2023 року.

## Життєпис
Народився у селі Бахмачі Чернігівської області. Закінчив філологічний факультет КДУ ім. Т. Шевченка (1979). У 1981—1982 роках — викладач Кіровоградського педінституту. У 1982—1984 роках — викладач Київського педучилища. З 1984 року — асистент, доцент, професор, завідувач кафедри Інституту журналістики КНУ ім. Т. Шевченка. До 2000 р. очолював кафедру, що мала назву журналістської майстерності та редакційно-видавничої справи (нині кафедра видавничої справи й редагування[недоступне посилання з червня 2019]). У 2000—2023 роках — директор цього інституту. Автор багатьох наукових праць.
Академік-секретар відділення масової комунікації АН ВШ України (в 2000—2004 роках).

## Творчість
Радіожурналіст, від 2002 року тривалий час був ведучим авторської суспільствознавчої програми «Право на слово» на другому каналі Національного радіо («Промінь» — УР-2).

## Погляди
"З настанням незалежності України усі бар'єри, заборони і табу впали. Відкрилися необмежені можливості пізнання всього, що раніше заборонялося. Від "не можна" до абсолютно відкритої можливості читати і вивчати все. Проте ми іноді обурюємось, що в нас немає свободи слова. Але ж свобода слова — це функція суспільства, а в недосконалому суспільстві не може бути повна свобода слова. Яке суспільство — така і свобода".
"Журналіст, на відміну від інших людей, свідомо, професійно підходить до відбору, опрацювання і висвітлення тієї чи іншої теми. Він має передбачити реакцію читача на публікацію і вибудувати її так, щоб написане справило враження на людей. Журналіст вільний багато про що думати, але як професіонал, він має відповідати за слово сказане ним чи написане. Тільки хвора людина може говорити все, про що думає", — цитату взято з книжки Ігоря Шарова.

## Праці
- Літературне редагування: Підручник. — К.: Либідь, 1996. — 240 с.

## Відзнаки
- Заслужений працівник освіти України.
- 2002 — лауреат Нагороди Ярослава Мудрого АН ВШ України.
- 2004 — лауреат премії імені Івана Франка у галузі інформаційної діяльності у номінації «За найкращий твір у радіомовній сфері».
- 2009 — орден «За заслуги» третього ступеня.
- 2024 — Медаль Ґарета Джонса.
- Почесний доктор Ужгородського національного університету та Української академії друкарства.
- Почесний професор ТНУ ім. В. І. Вернадського та Волинського національного університету імені Лесі Українки.